# Kemi kyrka
Kemi kyrka (finska: Kemin kirkko) är en kyrkobyggnad inom Uleåborgs stift  
belägen i centrum av den finländska staden Kemi i landskapet Lappland. 

## Kyrkobyggnaden
Den uppfördes i nygotisk stil 1902-1903 efter ritningar av arkitekt Josef Stenbäck. År 2003 genomgick kyrkan en renovering och rymmer nu cirka 1 200 personer.
Den är en tegelbyggd långhuskyrka med två sidoskepp. Byggnaden ger genklang från kontinental nygotisk influens som särskilt visas på det magnifika runda fönstret med utsikt över huvudentrén samt på de stora fönstren på altarväggen. Det gotiska inflytandet visas också på torn, mindre spiror och gavlar.
Kyrkorummets valv och utskjutande kolonner liknar de stora europeiska katedralerna. Enkel inredning och sparsam utsmyckning är i sin tur en del av den traditionella finska stenkyrkobyggnaden.

## Galleri

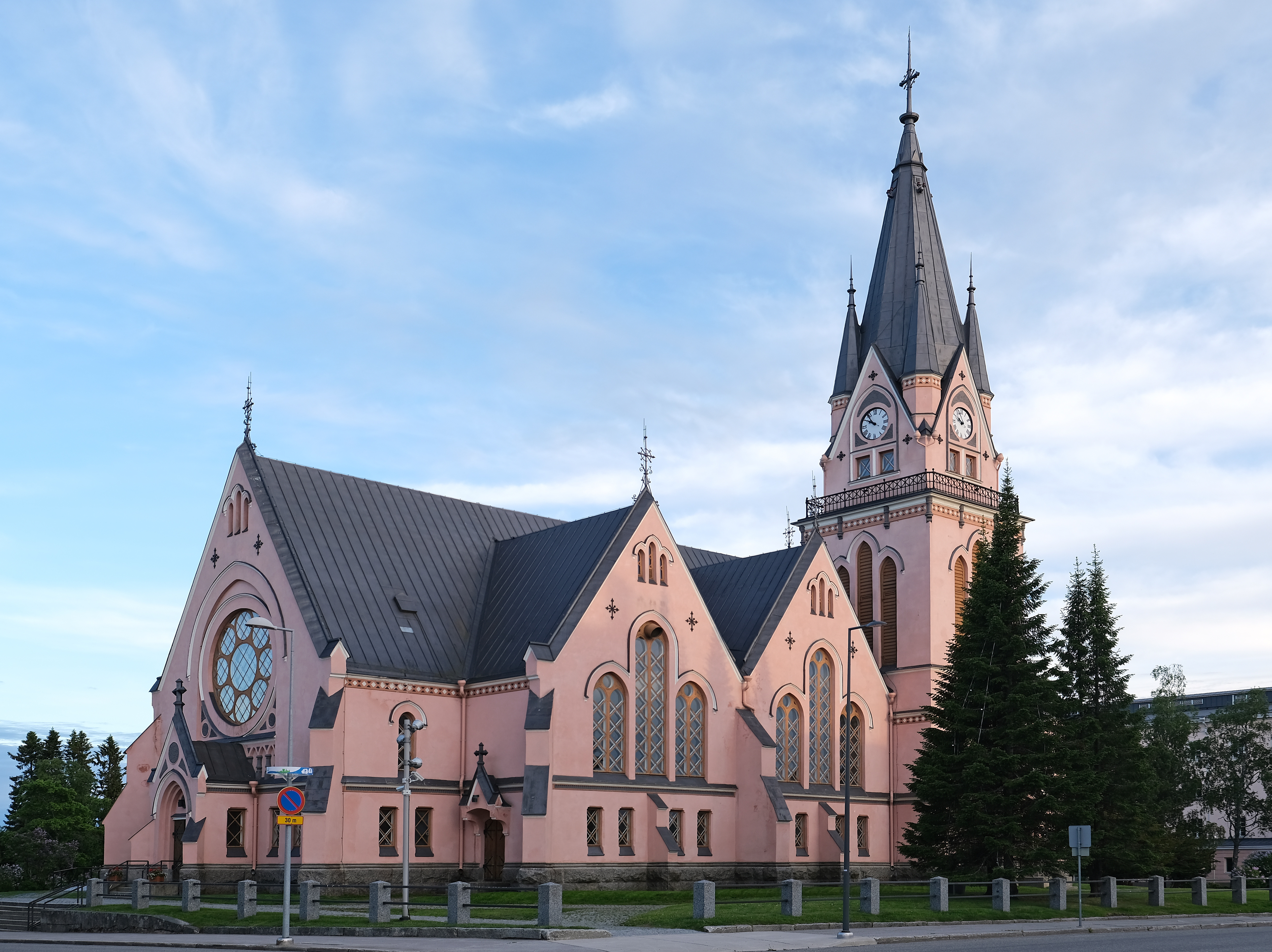
En annan vy av kyrkan
Kyrkans interiör
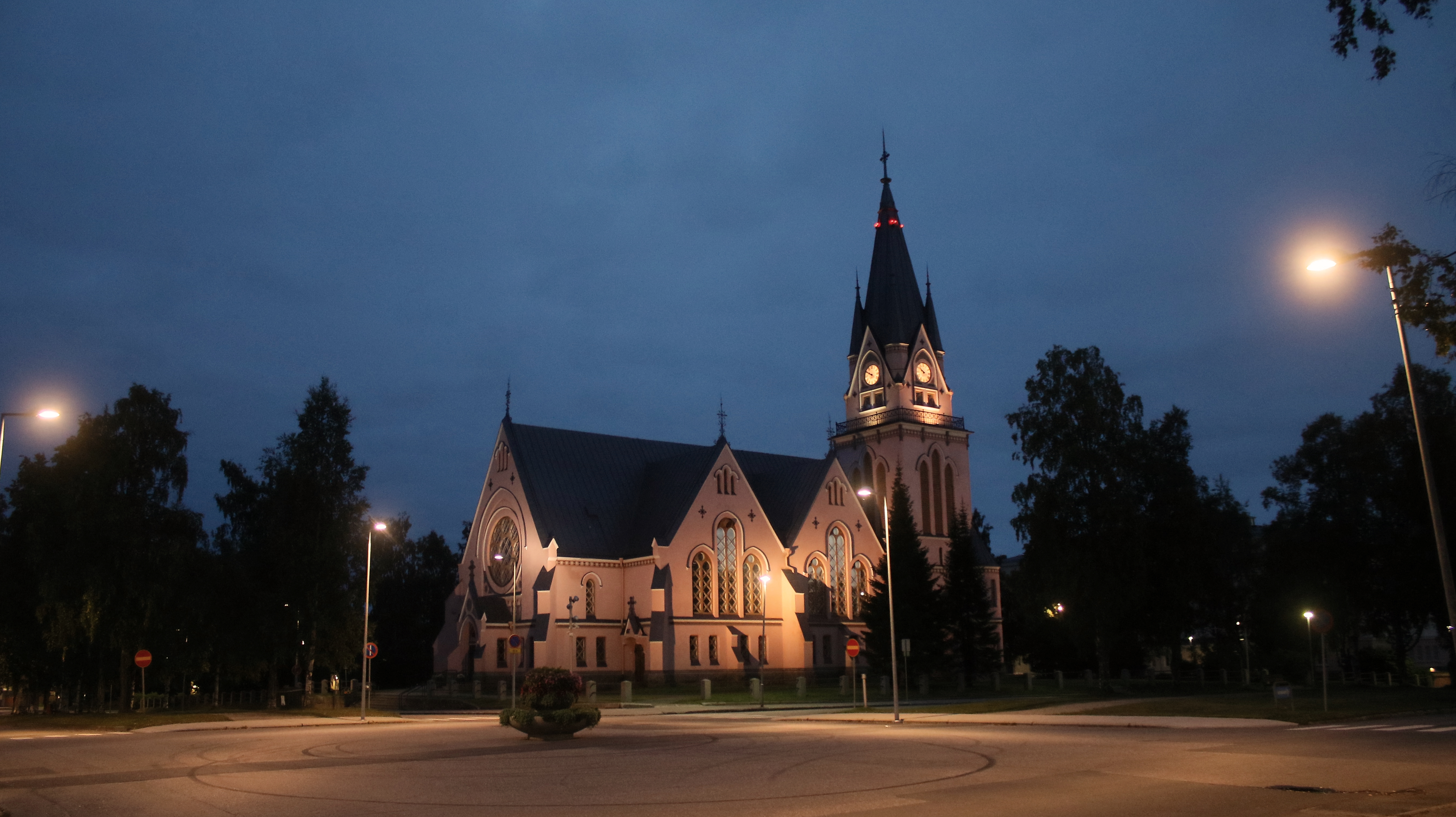
Kyrkan i nattlig belysning